# 王本義
王本義，字汝宜，湖廣松滋縣（今湖北省松滋市）人。明朝政治人物。

## 生平
成化十三年（1477年）丁酉科解元。授江陰訓導，升高安縣知縣，親政愛民，秉公執法，八年如一日。致仕後，因事來到當地，百姓爭相敬酒，甚至有送至九江者。